# Xylocopa virginica
Xylocopa virginica är en biart som först beskrevs av Carl von Linné 1771.  Xylocopa virginica ingår i släktet snickarbin, och familjen långtungebin.

## Underarter
Arten delas in i följande underarter:
- X. v. krombeini
- X. v. texana
- X. v. virginica

## Beskrivning
Arten är ett stort bi, med en kroppslängd på 19 till 23 mm för honan, 17 till 21 mm för hanen, och en mellankroppsbredd på 9,5 till 10,5 mm respektive 7,5 till 9,5 mm. Honan har helt svart grundfärg, med kort svart päls på huvudet och längre, ljust ockrafärgad päls på större delen av mellankroppen och första tergiten (första segmentet på bakkroppens ovansida). Resten av bakkroppen är mer eller mindre naken. Även hanen har svart grundfärg, dock med blåaktig eller grönaktig metallglans. Dessutom är nedre delen av ansiktet klargult. Huvudet har kort behåring av blandade ljusa och mörka hår. Mellankroppen och första tergiten som hos honan; resten av bakkroppen har svart päls.

## Ekologi
Arten är polylektisk och besöker många olika blommande växter, som kaprifolväxter som Abelia, korgblommiga växter som skäror och gullrissläktet, ärtväxter som buskklöversläktet, sötväpplingar och Petalostemum, rosväxter som aplar, hallonsläktet och plommonsläktet, kaktusväxter som opuntior, sumakväxter som sumaker, kransblommiga växter som syskor, ljungväxter som blåbärssläktet samt verbenaväxter som verbenor. Den föredrar växter med breda, flata blommor, men den kan också röva nektar från djupkalkade blommor genom att bita hål på blomman invid nektargömmet. Trots detta betraktas biet som en viktig pollinatör.
Som alla snickarbin är Xylocopa virginica ett solitärt, det vill säga icke samhällsbildande bi, där honan inrättar sina larvbon i gångar som hon gräver i träd och trävirke som trähus, telefonstolpar, utemöbler av trä och dylikt. En hona återvänder i regel till det bo från vilket hon kläcktes och utökar det gamla boet. Boet består av ett ingångshål, 2 till 3 cm djupt, som vanligtvis går tvärs mot fiberriktningen. Därifrån går en tunnel med 6 till 8 larvceller vinkelrätt mot ingångshålet. Larvcellerna fylls med en blandning av pollen och nektar, varpå ett ägg lägges på mathögen. De nya bina kommer fram i augusti, och återvänder senare till tunneln för att övervintra.

## Utbredning
Arten finns i USA från Kansas och New England söderut till Texas och Florida. Den har också påträffats i sydöstra Kanada (Ontario och Québec).

## Bildgalleri

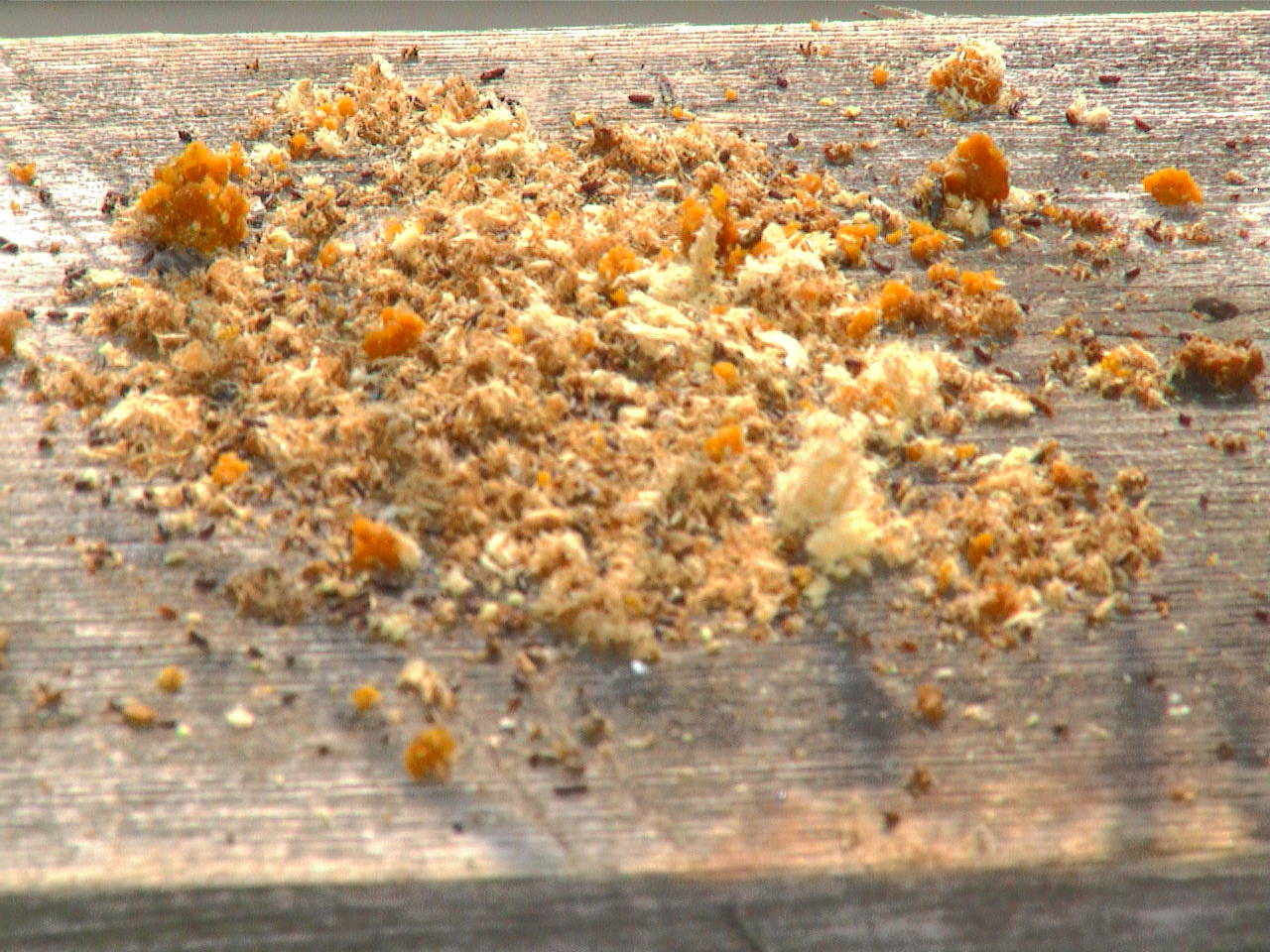
Rester sedan honan utökat boet.
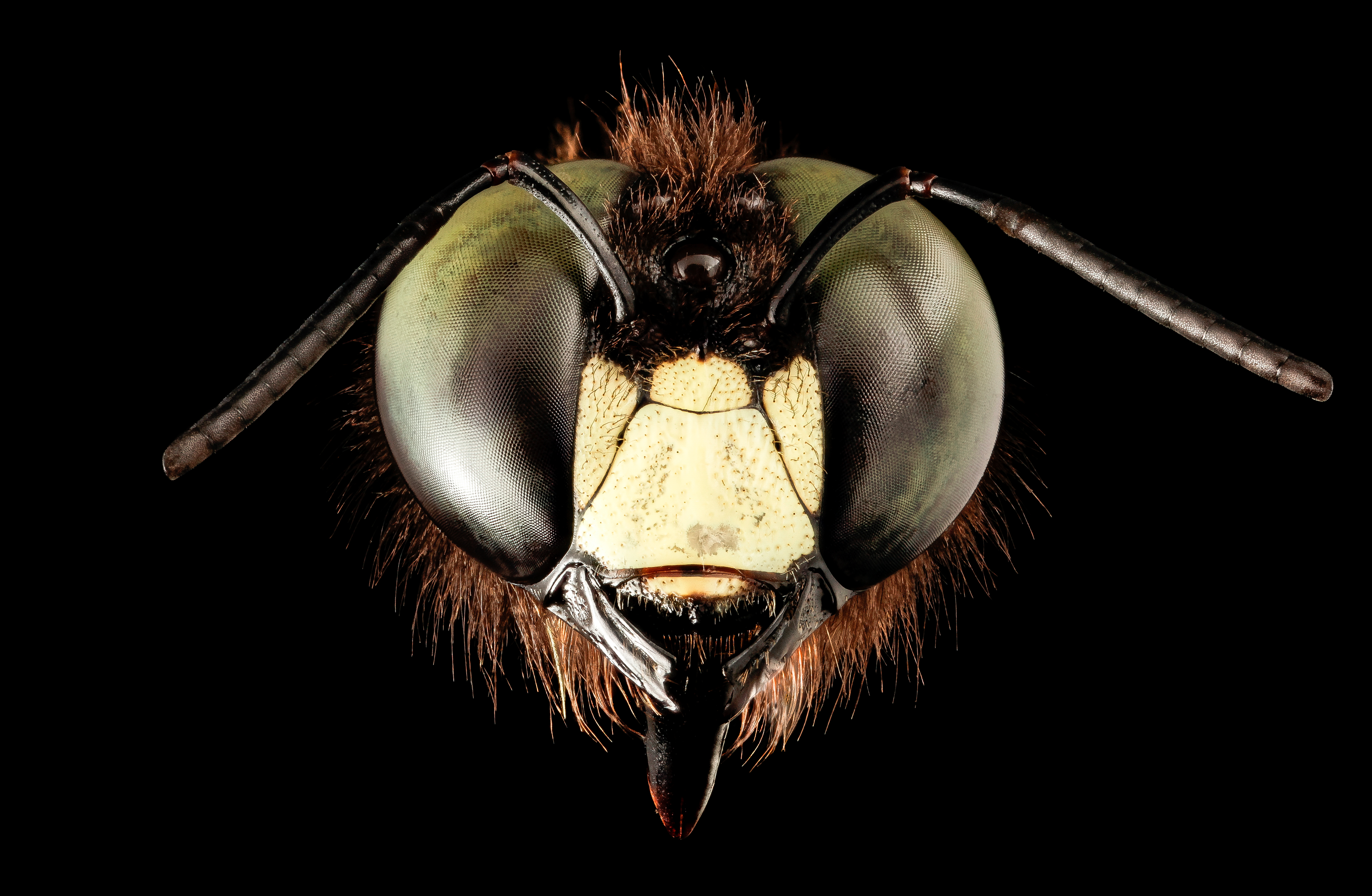
Hane, ansikte